# جيم غولدن
جيم غولدن (بالإنجليزية: Jim Golden)‏ هو لاعب كرة قاعدة أمريكي، ولد في 20 مارس 1936 في إلدون في الولايات المتحدة.

## وصلات خارجية
- جيم غولدن على موقعبيزبول رفرنس.كوم (الدوري الرئيسي) (الإنجليزية)
- جيم غولدن على موقعبيزبول رفرنس.كوم (الدوري الثانوي) (الإنجليزية)
- جيم غولدن على موقع مشجعي الرسوم البيانية (الإنجليزية)